# Krug (ruralna cjelina)
Ruralna cjelina Krug, ruralna cjelina unutar područja zaseoka Kruga, Dugi Rat.

## Povijest
Krug predstavlja skladnu i zaokruženu ruralnu cjelinu dobro očuvane tradicijske arhitekture, zadržana je tradicijska struktura naselja i upotreba tradicijskih materijala s izuzetkom recentnih obnova neusklađenih s tradicijskom gradnjom. Iznimnu ambijentalnu vrijednost zaseoku Krug omogućuje položaj na padinama Mosora te pogled prema moru i otocima.

## Zaštita
Pod oznakom Z-6678 zavedena je kao nepokretno kulturno dobro - kulturno-povijesna cjelina, pravna statusa zaštićena kulturnog dobra, klasificirano kao "kulturno-povijesna cjelina".